# Salganea gressitti
Salganea gressitti är en kackerlacksart som beskrevs av Roth, L. M. 1979. Salganea gressitti ingår i släktet Salganea och familjen jättekackerlackor.
Artens utbredningsområde är Taiwan. Inga underarter finns listade i Catalogue of Life.